# 普罗维尔
普罗维尔（法語：Proville，法語發音：[pʁɔvil]）是法国上法蘭西大區北部省的一个市镇，属于康布雷区。

## 地理
普罗维尔（50°9'41"N, 3°12'21"E）面积6.31 平方千米，位于法国上法蘭西大區北部省，该省份为法国最北部的省份及最长的省份，西北濒北海，西接加来海峡省，南至埃纳省和索姆省，东与比利时接壤。
与普罗维尔接壤的市镇（或旧市镇、城区）包括：康布雷、埃斯科河畔康坦、方丹诺特达姆、马尔宽、埃斯科河畔努瓦耶勒、吕米伊昂康布雷西。

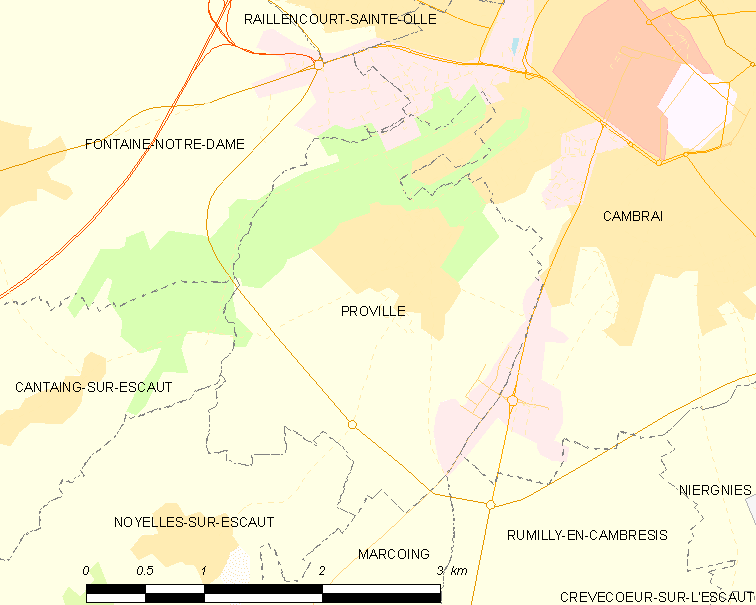
普罗维尔的OSM定位图

普罗维尔的时区为UTC+01:00、UTC+02:00（夏令时）。

## 行政
普罗维尔的邮政编码为59267，INSEE市镇编码为59476。

## 政治
普罗维尔所属的省级选区为康布雷县。

## 人口

1962-2008年间普罗维尔人口变化图示

普罗维尔于2022年1月1日时的人口数量为3167人。